# Menaea Graeca
Menaea Graeca ("Menéia Grega", em latim) é o título de um conjunto de doze livros publicados em Veneza no ano de 1880. Inclui as biografias dos seguintes santos cristãos:
- Santo Abércio
- Abércio
- Romano de Samósata